# 大口副鱸
大口副鱸為輻鰭魚綱鱸形目鱸亞目鮨科的其中一種，分布於東太平洋區，從美國華盛頓州哥倫比亞河河口至墨西哥下加利福尼亞半島海域，體長可達72公分，生活在海草床，為底棲性魚類，屬肉食性，幼魚以浮游生物；成魚以魚類、頭足類為食，可做為食用魚及遊釣魚。